# Mesdames de Francia

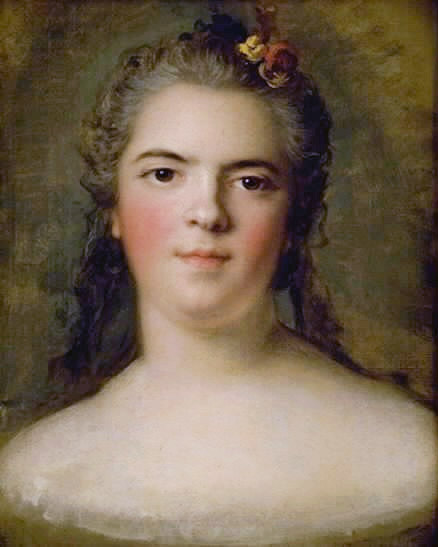
Madame Infanta en 1750 por Nattier.

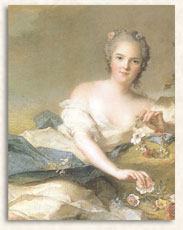
Madame Enriqueta, fallecería con sólo 25 años. Obra de Nattier.

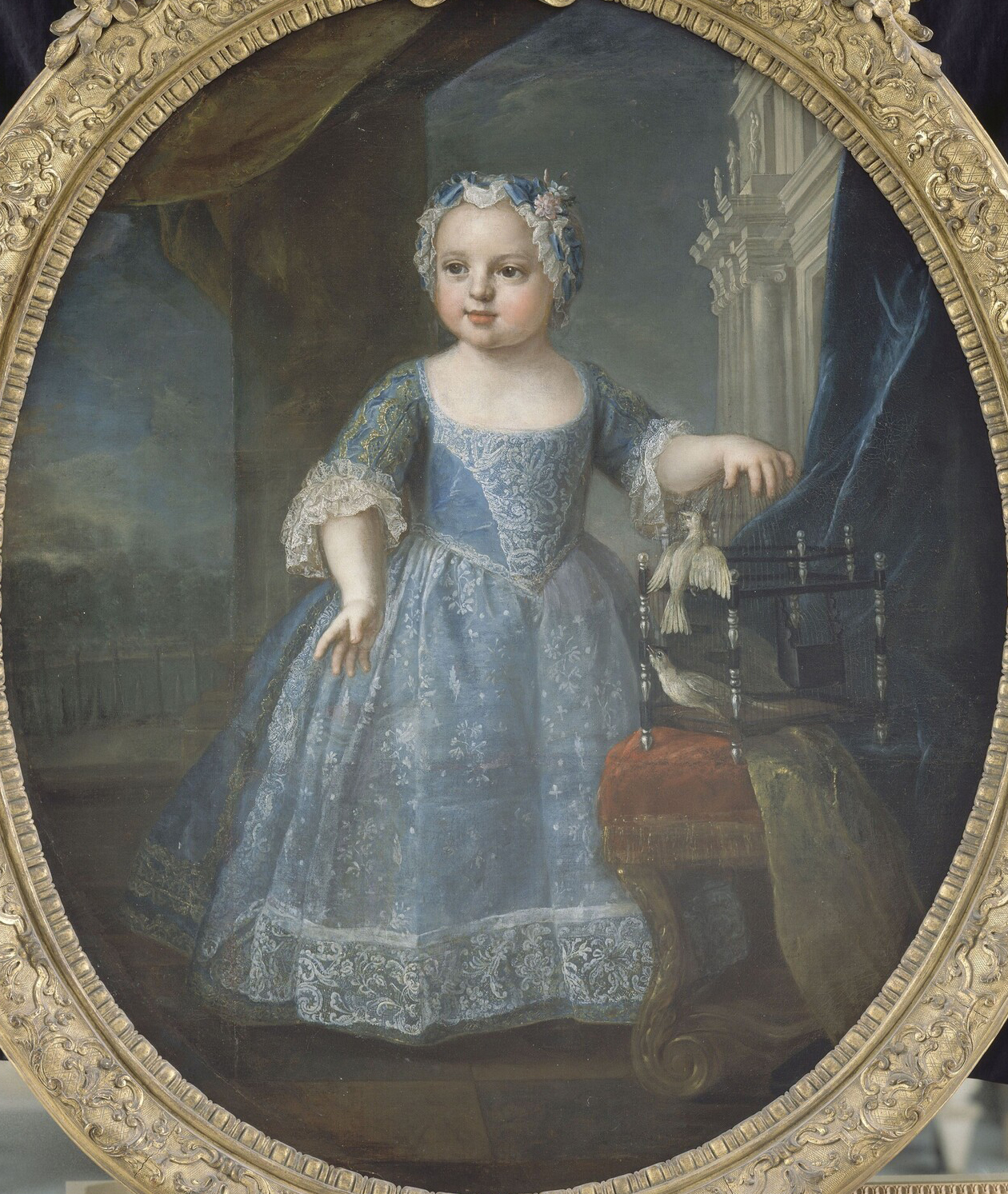
Madame María Luisa en 1732, un año antes de su deceso. Obra de Gobert.

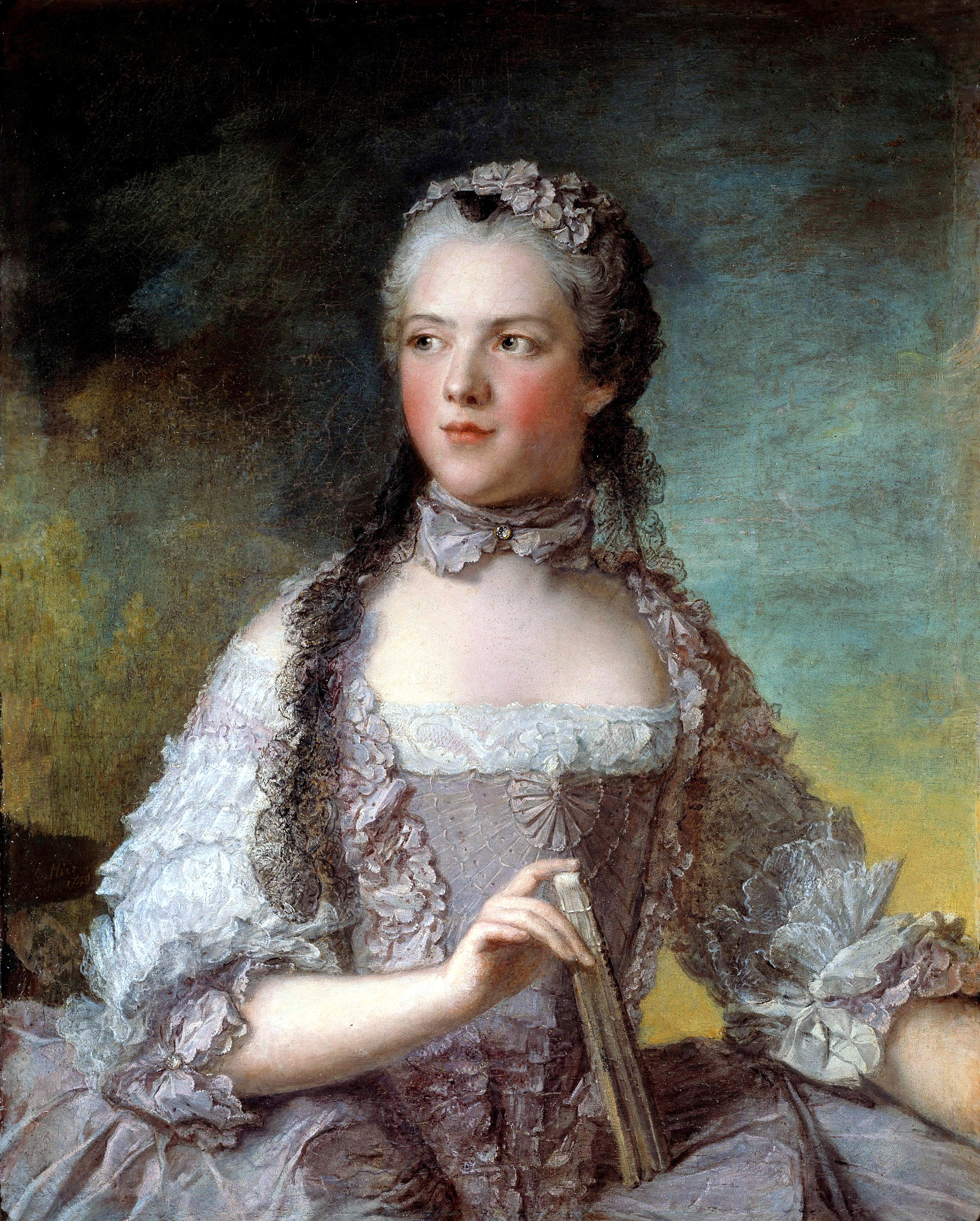
Madame Adelaida por Nattier.

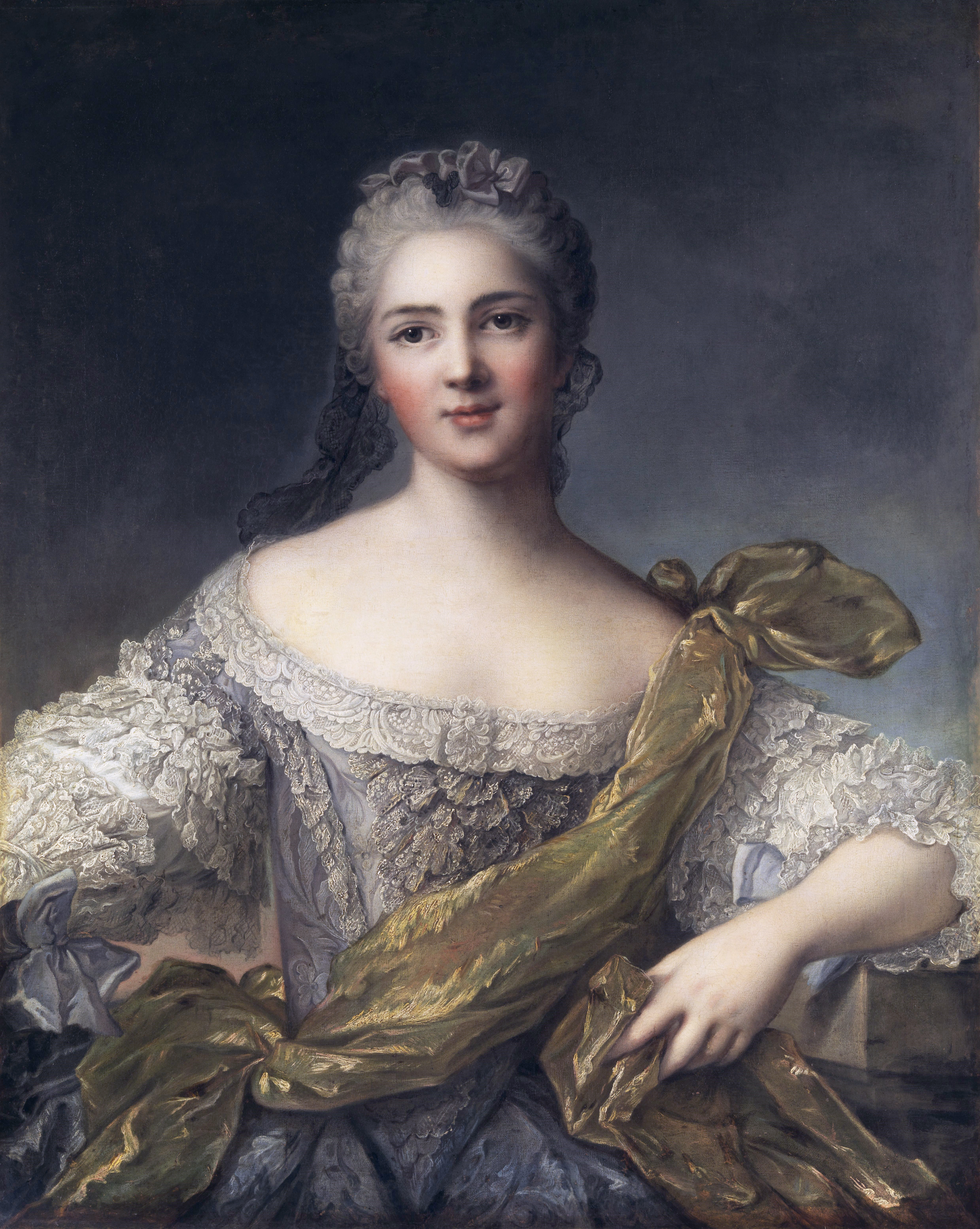
Madame Victoria en 1748 por Nattier.

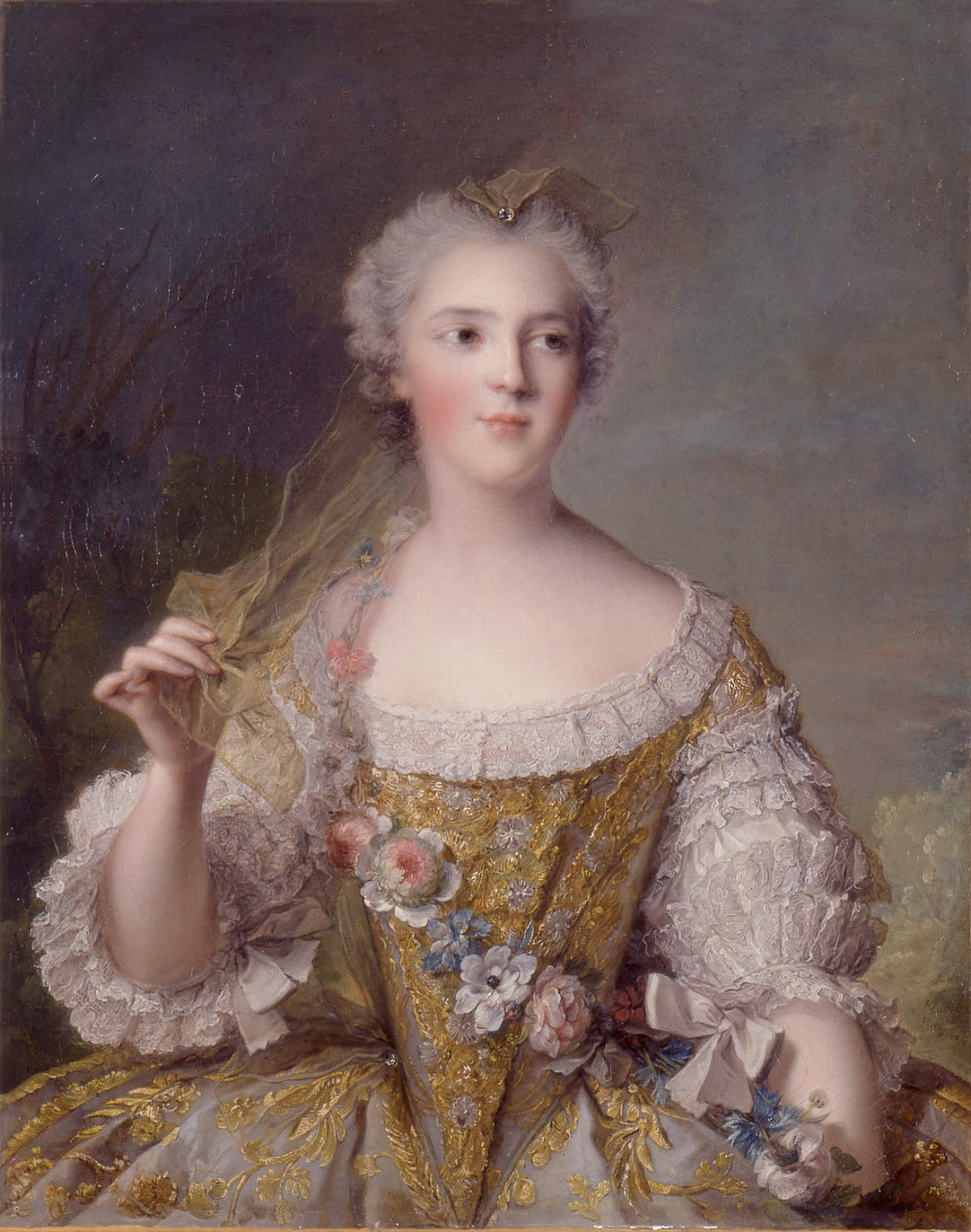
Madame Sofía, fallecería en 1782 víctima de hidropesía. Obra de Nattier.

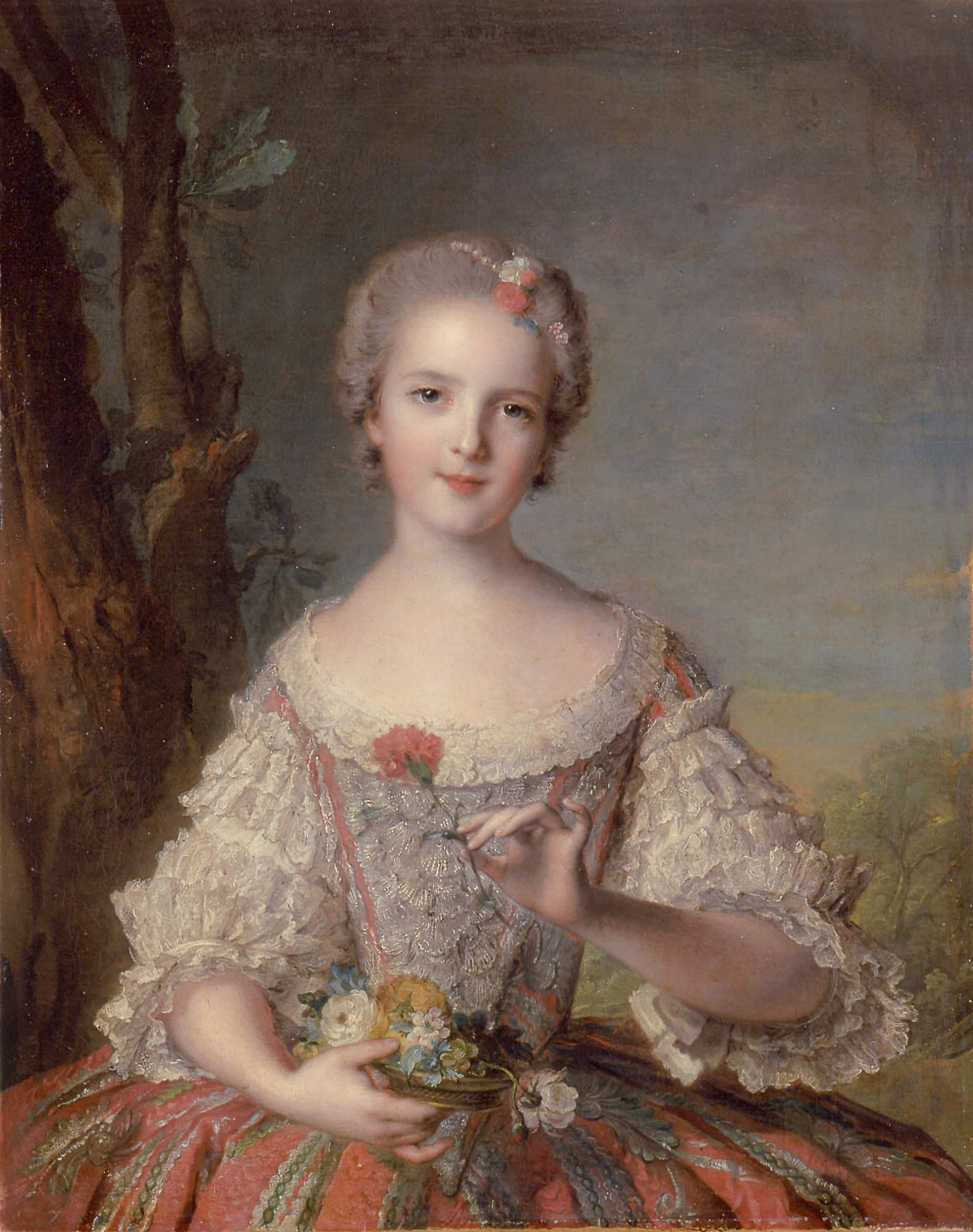
Madame Luisa María en 1748, antes de hacerse carmelita. Obra de Nattier.

Mesdames (Mis Señoras, en español) fue el nombre con el que se conoció durante el siglo XVIII a las hijas del rey Luis XV de Francia y de su esposa María Leszczynska, las cuales, en su mayoría, permanecieron solteras. 

## Las"Filles de France"
A diferencia de las hijas no casadas de la nobleza, a quienes al nacer se les denominaba "Demoiselles" o "Mademoiselles", las hijas de los reyes de Francia nacían portando el rango y título de "Dame". Una "hija de Francia" (Fille de France) era llamada "Madame", y a continuación llevaba su nombre de pila o el título que le era concedido.
El tratamiento era idéntico para cada una de ellas con la única excepción en lo concerniente a la hija mayor del rey, a la cual se le nominaba simplemente como "Madame".
En el caso de que el soberano tuviera una cuñada, ésta tenía el tratamiento que solía darse a la hija primogénita (tal como sucedió con Luis XIV y Luis XVI pero no con Luis XV, que no tuvo cuñadas al ser el único hijo superviviente) y la primera de las Filles de France recibía el título de "Madame Royale" (tal es el caso de María Teresa de Francia la hija de Luis XVI).

## Un grupo particular
Este apelativo de Mesdames permanece en la historia en razón de circunstancias genealógicas, políticas y estratégicas particulares que hicieron permanecer en la corte de Francia a muchas de las hijas que Luis XV tuvo con María Leszczynska, a saber:
- Las gemelas:

1. - Isabel de Francia (1727 - 1759), Madame, luego Madame Infanta en 1739 al casarse con Felipe de Parma, infante de España. 
2. - Enriqueta de Francia (1727 - 1752), llamada Madame Seconde, luego Madame por el matrimonio de su hermana gemela.
- 3. - María Luisa de Francia (1728 - 1733), llamada Madame Troisième, luego Madame Luisa.

- 4. - Adelaida de Francia (1732 - 1800), Madame Quatrième, luego Madame Troisième, después "Madame Adelaida" y finalmente Madame a la muerte de Madame Enriqueta en 1752.

- 5. - Victoria de Francia (1733 - 1799), Madame Quatrième y después Madame Victoria

- 6. - Sofía de Francia (1734 - 1782), Madame Cinquième y luego Madame Sofía.

- 7. - Teresa de Francia (1736 - 1744), Madame Sixième, luego Madame Teresa. Murió joven.

- 8. - Luisa de Francia (1737 - 1787), Madame Septième o Madame Dernier (Madame Última), y luego Madame Luisa. Se hizo religiosa y se alejó de la corte.

## Un destino particular
Para economizar su mantenimiento en la corte y ciertamente también para dejar poca influencia a la reina María Leszczynska, una influencia que podría verse acrecentada teniendo a su numerosa prole a su lado, las cuatro hijas menores de Luis XV fueron criadas lejos de la corte, en la Abadía de Fontevraud de 1738 a 1750, lugar donde ellas pasaron sus más jóvenes años antes de ser traídas de vuelta a la corte de Versalles. 
Las hijas mayores permanecerían al lado de su padre a las que se siente muy unido y cuya lejanía podía serle muy dolorosa. 
Madame Adelaida logra permanecer en la corte mediante ruegos al rey, a quien sabía como influenciar.
Lamentablemente Madame Teresa no retornaría nunca pues falleceriá en 1744 con sólo 8 años, y Madame Luisa llegaría muy marcada por la vida religiosa tal es así que tomó los hábitos en los Carmelitas de Saint-Denis en 1770 poco antes de la boda de su sobrino Luis XVI con María Antonieta.

## Un dolor de cabeza para lasMaîtressesde Luis XV

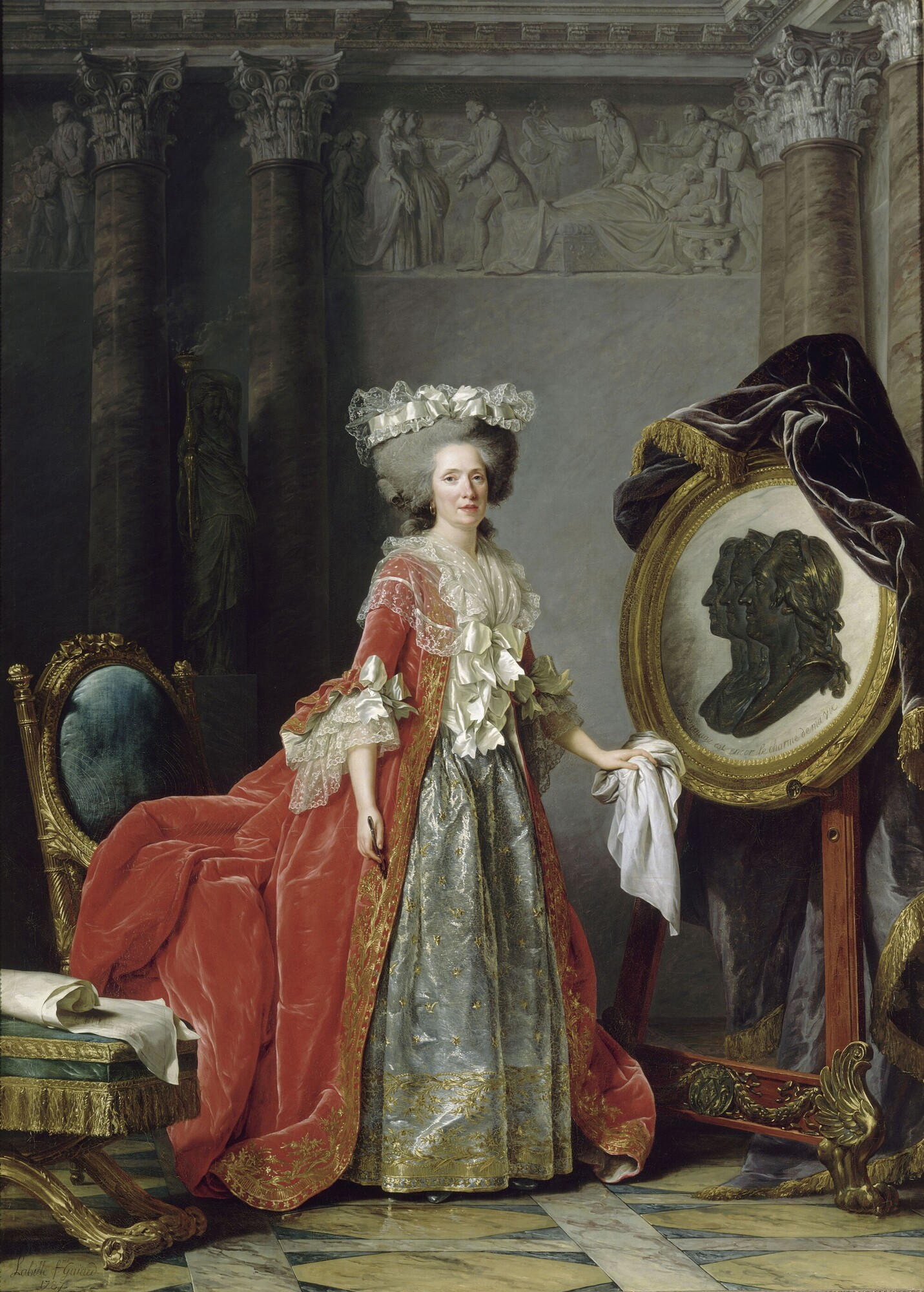
Madame Adelaida en 1787, fue la hija más vivaz y longeva de Luis XV. Retrato por Labille-Guiard.

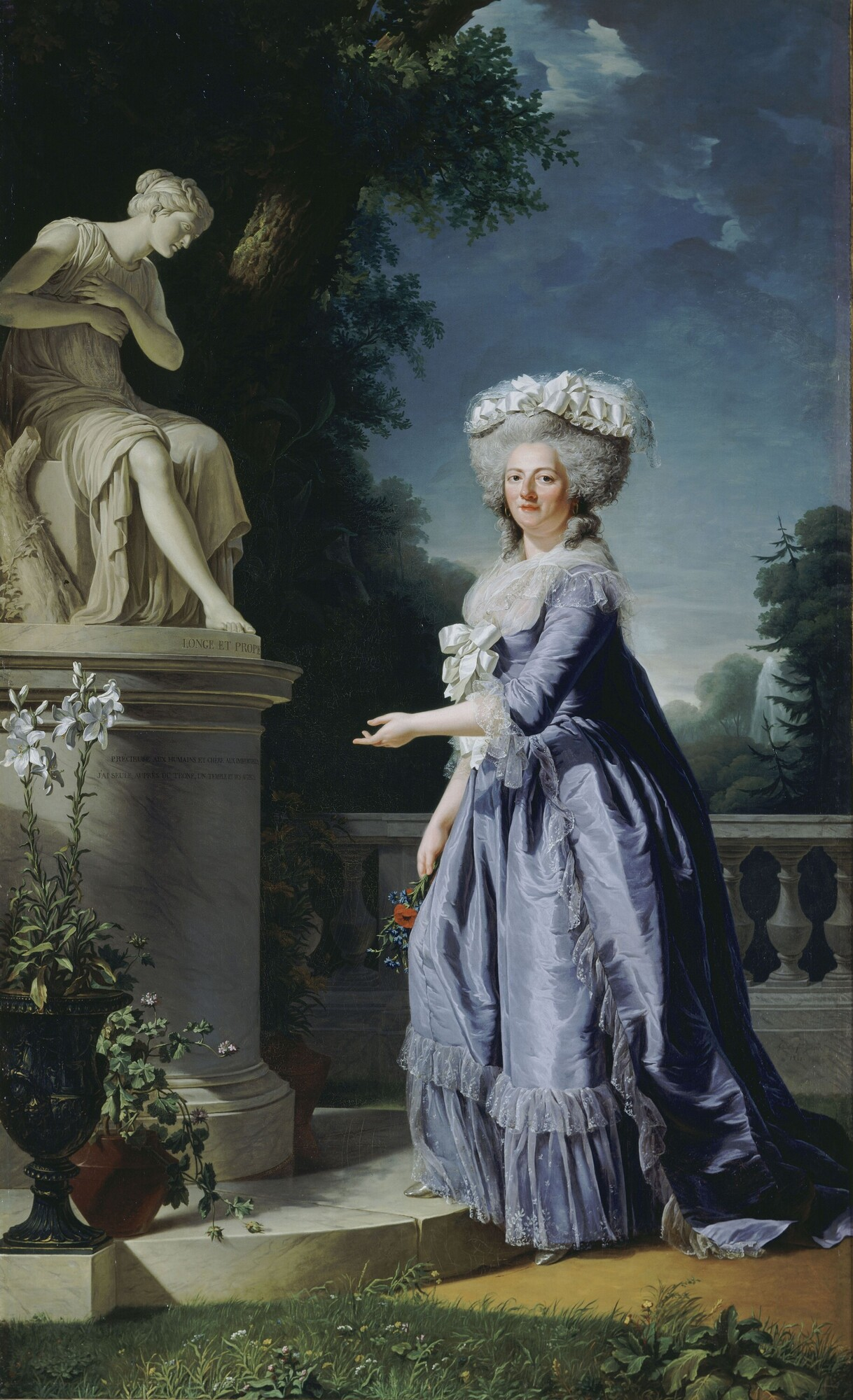
Madame Victoria en 1788 por Labille-Guiard.

Las Mesdames junto a su hermano, el Delfín Luis Fernando entablan una dura batalla a las sucesivas amantes de su padre, en particular a Madame de Pompadour, a quien apodaron "Mamá puta". Ésta fue principalmente la razón de su presencia en la corte y su difícil relación con su padre quien sólo tardíamente permitió que ellas ocuparan los apartamentos de la primera planta del pabellón principal del Palacio de Versalles, lugar conocido como "las habitaciones de las mesdames" y que aún conserva este nombre.
Entre todas, fue Madame Adelaida quien ejerció un rol político más activo en la corte, dotada con un carácter vivo, se muestra como una verdadera cabeza de familia para sus hermanas, manejando su "sociedad" desde 1752 luego del deceso de Madame Enriqueta. Intrigó sin cesar a favor de su hermano y del restablecimiento de un cierto orden moral en la corte francesa, lugar nada santo después de todo.
Con la muerte de la Pompadour en 1764, Madame du Barry hizo su ingreso a Versalles en 1769 como amante oficial de Luis XV y como no podía ser de otro modo las tres Mesdames que quedaban (Adelaida, Victoria y Sofía) hicieron frente común en contra de la advenediza que pese a todo consigue una enorme influencia política.

## La Delfina, María Antonieta
En 1770 el entonces Delfín, futuro Luis XVI, contrae matrimonio con María Antonieta, y ellas ven en ello la oportunidad perfecta para hacerse poder de una poderosa nueva aliada contra du Barry, al principio la inexperta delfina sigue los consejos de sus nuevas tías pero luego, presionada por su madre, se va apartando de ellas.
Con motivo de esta boda se habla de un proyecto para casar al joven emperador José II de Habsburgo, viudo primero de una hija de Madame Infanta y luego de Josefa de Baviera, con alguna de estas princesas para unir aún más las monarquías francesa y austríaca, pero el presunto novio se niega rotundamente a cualquier compromiso con esas "viejas brujas".

## Un nuevo Rey
Con la muerte de Luis XV en 1774 y la subida al trono de Luis XVI, ellas acarician la esperanza de ejercer influencia sobre él pero pronto de descubren que nunca jugarán el rol esperado. Cada vez más apartadas del poder, sólo representan a la vieja corte frente a la nueva generación, y poco a poco se van retirando al Palacio de Bellevue, antigua propiedad de la Pompadour heredado a la muerte de su padre.
Madame Sofía con el paso de los años empezó a padecer una forma de obesidad congénita y finalmente de hidropesía que la llevó a la tumba el 2 de marzo de 1782, su muerte pasó desapercibida para la corte poco dada a temas tristes. Mientras que Luisa, la cual había tomado el nombre de Teresa de San Agustín murió en su convento el 23 de diciembre de 1787.

## La revolución
Adelaida y Victoria se instalaron definitivamente en Bellevue luego de las Jornadas del 5 y 6 de octubre de 1789, posteriores a la Toma de la Bastilla, y el traslado de la familia real al Palacio de las Tullerías, pasaron allí el último decenio del Antiguo régimen hasta el 20 de febrero de 1791 cuando huyen hacia Italia en rechazo a las leyes contra la Iglesia. Después de una corta detención en Arnay-le-Duc, se dirigen a Turín donde visitan a su sobrina Clotilde, a la sazón reina consorte de Cerdeña; de allí parten para Roma a donde llegan el 16 de abril de 1791 siendo acogidas por el papa Pío VI. 
Para 1796 las conquistas de Napoleón Bonaparte y la derrota del ejército de los Estados Papales las hacen sentir inseguras en suelo pontificio, por ello toman camino hacia Nápoles donde reinaba como consorte María Carolina de Austria, de allí estas dos princesas huyen nuevamente, ahora hacia Corfú, y luego a Trieste donde muere en 1799 madame Victoria víctima de cáncer de mama, algunos meses después en 1800 muere madame Adelaida en la misma ciudad. 
Con el ascenso al trono Luis XVIII, su sobrino, los cuerpos de las dos últimas hijas sobrevivientes de Luis XV son trasladados solemnemente a la Basílica de Saint-Denis donde descansan luego de tantas peripecias.

## Curiosidades
- Una novela de Frédéric Lenormand, Las princesas vagabundas (1998), relata la historia de las mesdames, desde la fuga a Italia en 1791 a sus muertes en tierras lejanas.

## Ancestros
|  |                                            |  |  |  |  |  |  |  |  |  |  |  |  |  |  |  |
|  | 16. Luis XIV de Francia                    |  |  |  |  |  |  |  |  |  |  |  |  |  |  |  |
|  |                                            |  |  |  |  |  |  |  |  |  |  |  |  |  |  |  |
|  |                                            |  |  |  |  |  |  |  |  |  |  |  |  |  |  |  |
|  | 8. Delfín Luis de Francia                  |  |  |  |  |  |  |  |  |  |  |  |  |  |  |  |
|  |                                            |  |  |  |  |  |  |  |  |  |  |  |  |  |  |  |
|  |                                            |  |  |  |  |  |  |  |  |  |  |  |  |  |  |  |
|  | 17. María Teresa de Austria                |  |  |  |  |  |  |  |  |  |  |  |  |  |  |  |
|  |                                            |  |  |  |  |  |  |  |  |  |  |  |  |  |  |  |
|  |                                            |  |  |  |  |  |  |  |  |  |  |  |  |  |  |  |
|  | 4. Luis de Francia                         |  |  |  |  |  |  |  |  |  |  |  |  |  |  |  |
|  |                                            |  |  |  |  |  |  |  |  |  |  |  |  |  |  |  |
|  |                                            |  |  |  |  |  |  |  |  |  |  |  |  |  |  |  |
|  | 18. Fernando María de Baviera              |  |  |  |  |  |  |  |  |  |  |  |  |  |  |  |
|  |                                            |  |  |  |  |  |  |  |  |  |  |  |  |  |  |  |
|  |                                            |  |  |  |  |  |  |  |  |  |  |  |  |  |  |  |
|  | 9. María Ana Cristina de Baviera           |  |  |  |  |  |  |  |  |  |  |  |  |  |  |  |
|  |                                            |  |  |  |  |  |  |  |  |  |  |  |  |  |  |  |
|  |                                            |  |  |  |  |  |  |  |  |  |  |  |  |  |  |  |
|  | 19. Enriqueta Adelaida de Saboya           |  |  |  |  |  |  |  |  |  |  |  |  |  |  |  |
|  |                                            |  |  |  |  |  |  |  |  |  |  |  |  |  |  |  |
|  |                                            |  |  |  |  |  |  |  |  |  |  |  |  |  |  |  |
|  | 2. Luis XV de Francia                      |  |  |  |  |  |  |  |  |  |  |  |  |  |  |  |
|  |                                            |  |  |  |  |  |  |  |  |  |  |  |  |  |  |  |
|  |                                            |  |  |  |  |  |  |  |  |  |  |  |  |  |  |  |
|  | 20. Carlos Manuel II de Saboya             |  |  |  |  |  |  |  |  |  |  |  |  |  |  |  |
|  |                                            |  |  |  |  |  |  |  |  |  |  |  |  |  |  |  |
|  |                                            |  |  |  |  |  |  |  |  |  |  |  |  |  |  |  |
|  | 10. Víctor Amadeo II de Saboya             |  |  |  |  |  |  |  |  |  |  |  |  |  |  |  |
|  |                                            |  |  |  |  |  |  |  |  |  |  |  |  |  |  |  |
|  |                                            |  |  |  |  |  |  |  |  |  |  |  |  |  |  |  |
|  | 21. María Juana Bautista de Saboya-Nemours |  |  |  |  |  |  |  |  |  |  |  |  |  |  |  |
|  |                                            |  |  |  |  |  |  |  |  |  |  |  |  |  |  |  |
|  |                                            |  |  |  |  |  |  |  |  |  |  |  |  |  |  |  |
|  | 5. María Adelaida de Saboya                |  |  |  |  |  |  |  |  |  |  |  |  |  |  |  |
|  |                                            |  |  |  |  |  |  |  |  |  |  |  |  |  |  |  |
|  |                                            |  |  |  |  |  |  |  |  |  |  |  |  |  |  |  |
|  | 22. Felipe I de Orleans                    |  |  |  |  |  |  |  |  |  |  |  |  |  |  |  |
|  |                                            |  |  |  |  |  |  |  |  |  |  |  |  |  |  |  |
|  |                                            |  |  |  |  |  |  |  |  |  |  |  |  |  |  |  |
|  | 11. Ana María de Orleans                   |  |  |  |  |  |  |  |  |  |  |  |  |  |  |  |
|  |                                            |  |  |  |  |  |  |  |  |  |  |  |  |  |  |  |
|  |                                            |  |  |  |  |  |  |  |  |  |  |  |  |  |  |  |
|  | 23. Enriqueta Ana Estuardo                 |  |  |  |  |  |  |  |  |  |  |  |  |  |  |  |
|  |                                            |  |  |  |  |  |  |  |  |  |  |  |  |  |  |  |
|  |                                            |  |  |  |  |  |  |  |  |  |  |  |  |  |  |  |
|  | 1. Mesdames de Francia                     |  |  |  |  |  |  |  |  |  |  |  |  |  |  |  |
|  |                                            |  |  |  |  |  |  |  |  |  |  |  |  |  |  |  |
|  |                                            |  |  |  |  |  |  |  |  |  |  |  |  |  |  |  |
|  | 24. Bogusław Leszczyński                   |  |  |  |  |  |  |  |  |  |  |  |  |  |  |  |
|  |                                            |  |  |  |  |  |  |  |  |  |  |  |  |  |  |  |
|  |                                            |  |  |  |  |  |  |  |  |  |  |  |  |  |  |  |
|  | 12. Rafael Leszczyński                     |  |  |  |  |  |  |  |  |  |  |  |  |  |  |  |
|  |                                            |  |  |  |  |  |  |  |  |  |  |  |  |  |  |  |
|  |                                            |  |  |  |  |  |  |  |  |  |  |  |  |  |  |  |
|  | 25. Anna, condesa von Denhoff              |  |  |  |  |  |  |  |  |  |  |  |  |  |  |  |
|  |                                            |  |  |  |  |  |  |  |  |  |  |  |  |  |  |  |
|  |                                            |  |  |  |  |  |  |  |  |  |  |  |  |  |  |  |
|  | 6. Estanislao I Leszczynski                |  |  |  |  |  |  |  |  |  |  |  |  |  |  |  |
|  |                                            |  |  |  |  |  |  |  |  |  |  |  |  |  |  |  |
|  |                                            |  |  |  |  |  |  |  |  |  |  |  |  |  |  |  |
|  | 26. Stanisław Jan Jabłonowski              |  |  |  |  |  |  |  |  |  |  |  |  |  |  |  |
|  |                                            |  |  |  |  |  |  |  |  |  |  |  |  |  |  |  |
|  |                                            |  |  |  |  |  |  |  |  |  |  |  |  |  |  |  |
|  | 13. Anna Jabłonowska                       |  |  |  |  |  |  |  |  |  |  |  |  |  |  |  |
|  |                                            |  |  |  |  |  |  |  |  |  |  |  |  |  |  |  |
|  |                                            |  |  |  |  |  |  |  |  |  |  |  |  |  |  |  |
|  | 27. Marianna Kazanowska                    |  |  |  |  |  |  |  |  |  |  |  |  |  |  |  |
|  |                                            |  |  |  |  |  |  |  |  |  |  |  |  |  |  |  |
|  |                                            |  |  |  |  |  |  |  |  |  |  |  |  |  |  |  |
|  | 3. María Leszczynska                       |  |  |  |  |  |  |  |  |  |  |  |  |  |  |  |
|  |                                            |  |  |  |  |  |  |  |  |  |  |  |  |  |  |  |
|  |                                            |  |  |  |  |  |  |  |  |  |  |  |  |  |  |  |
|  | 28. Krzystof Opaliński                     |  |  |  |  |  |  |  |  |  |  |  |  |  |  |  |
|  |                                            |  |  |  |  |  |  |  |  |  |  |  |  |  |  |  |
|  |                                            |  |  |  |  |  |  |  |  |  |  |  |  |  |  |  |
|  | 14. Jan Karol Opaliński                    |  |  |  |  |  |  |  |  |  |  |  |  |  |  |  |
|  |                                            |  |  |  |  |  |  |  |  |  |  |  |  |  |  |  |
|  |                                            |  |  |  |  |  |  |  |  |  |  |  |  |  |  |  |
|  | 29. Teresa Konstancya Czarnkowska          |  |  |  |  |  |  |  |  |  |  |  |  |  |  |  |
|  |                                            |  |  |  |  |  |  |  |  |  |  |  |  |  |  |  |
|  |                                            |  |  |  |  |  |  |  |  |  |  |  |  |  |  |  |
|  | 7. Catalina Opalińska                      |  |  |  |  |  |  |  |  |  |  |  |  |  |  |  |
|  |                                            |  |  |  |  |  |  |  |  |  |  |  |  |  |  |  |
|  |                                            |  |  |  |  |  |  |  |  |  |  |  |  |  |  |  |
|  | 30. Adam-Uryel Czarnkowski                 |  |  |  |  |  |  |  |  |  |  |  |  |  |  |  |
|  |                                            |  |  |  |  |  |  |  |  |  |  |  |  |  |  |  |
|  |                                            |  |  |  |  |  |  |  |  |  |  |  |  |  |  |  |
|  | 15. Zofia Czarnkowska                      |  |  |  |  |  |  |  |  |  |  |  |  |  |  |  |
|  |                                            |  |  |  |  |  |  |  |  |  |  |  |  |  |  |  |
|  |                                            |  |  |  |  |  |  |  |  |  |  |  |  |  |  |  |
|  | 31. Teresa Zaleska                         |  |  |  |  |  |  |  |  |  |  |  |  |  |  |  |
|  |                                            |  |  |  |  |  |  |  |  |  |  |  |  |  |  |  |
|  |                                            |  |  |  |  |  |  |  |  |  |  |  |  |  |  |  |